# 即食麵
即食麵是一種可在短時間之內煮熟食用的麵條類型方便食品。即食麵在製作過程中，先將麵條蒸煮，然後放入熱油中或以乾燥的熱風排除麵條中的水分，使麵條出現大量微細小孔，乾燥程序不但使麵條定型，也使會導致麵條腐壞的微生物受到抑制，到食用前才放入熱水中，麵條因微細小孔吸收水分而軟化，從而大幅縮短烹煮的時間。

## 歷史

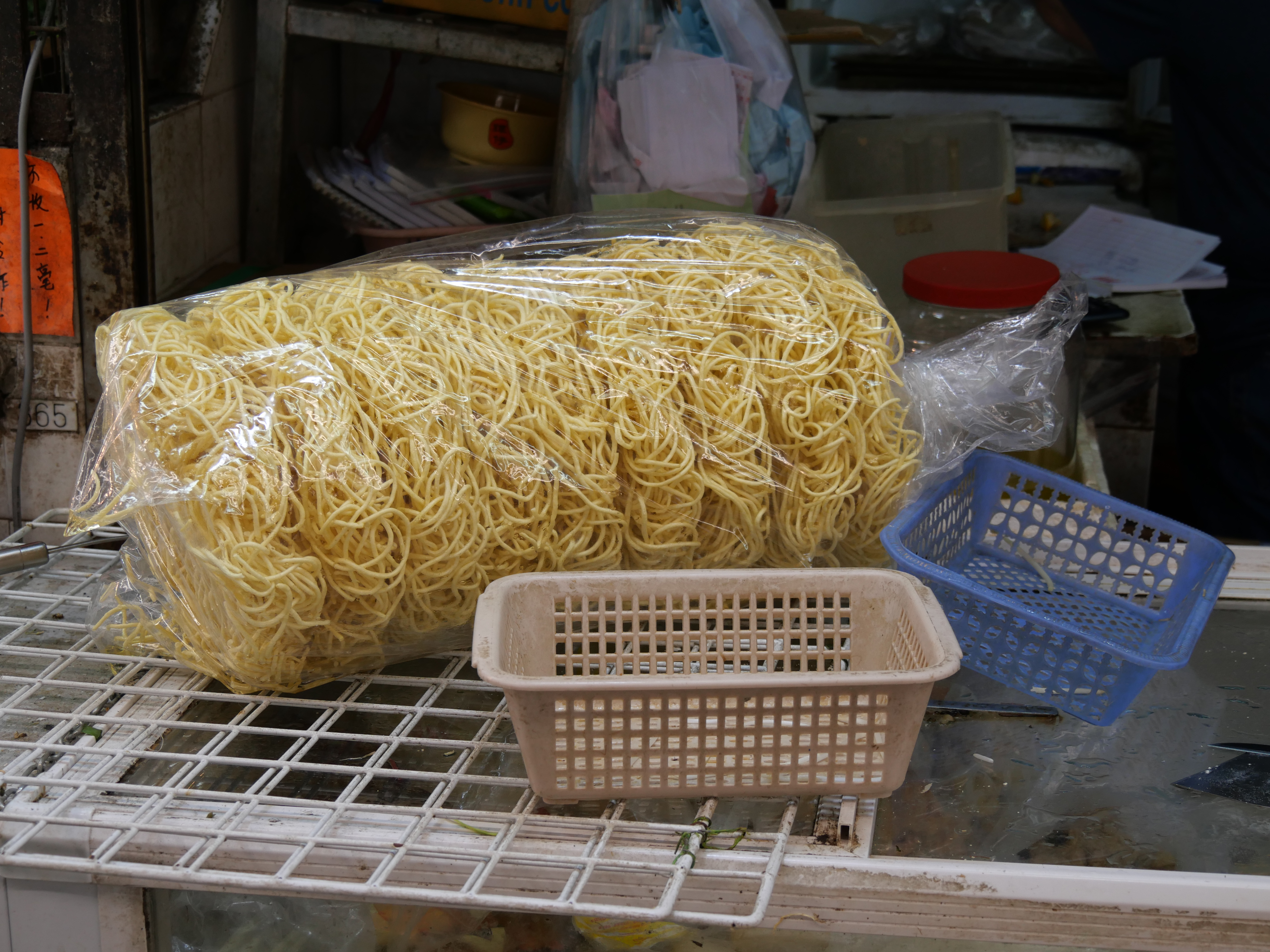
廣東伊麵被認為是即食麵的前身

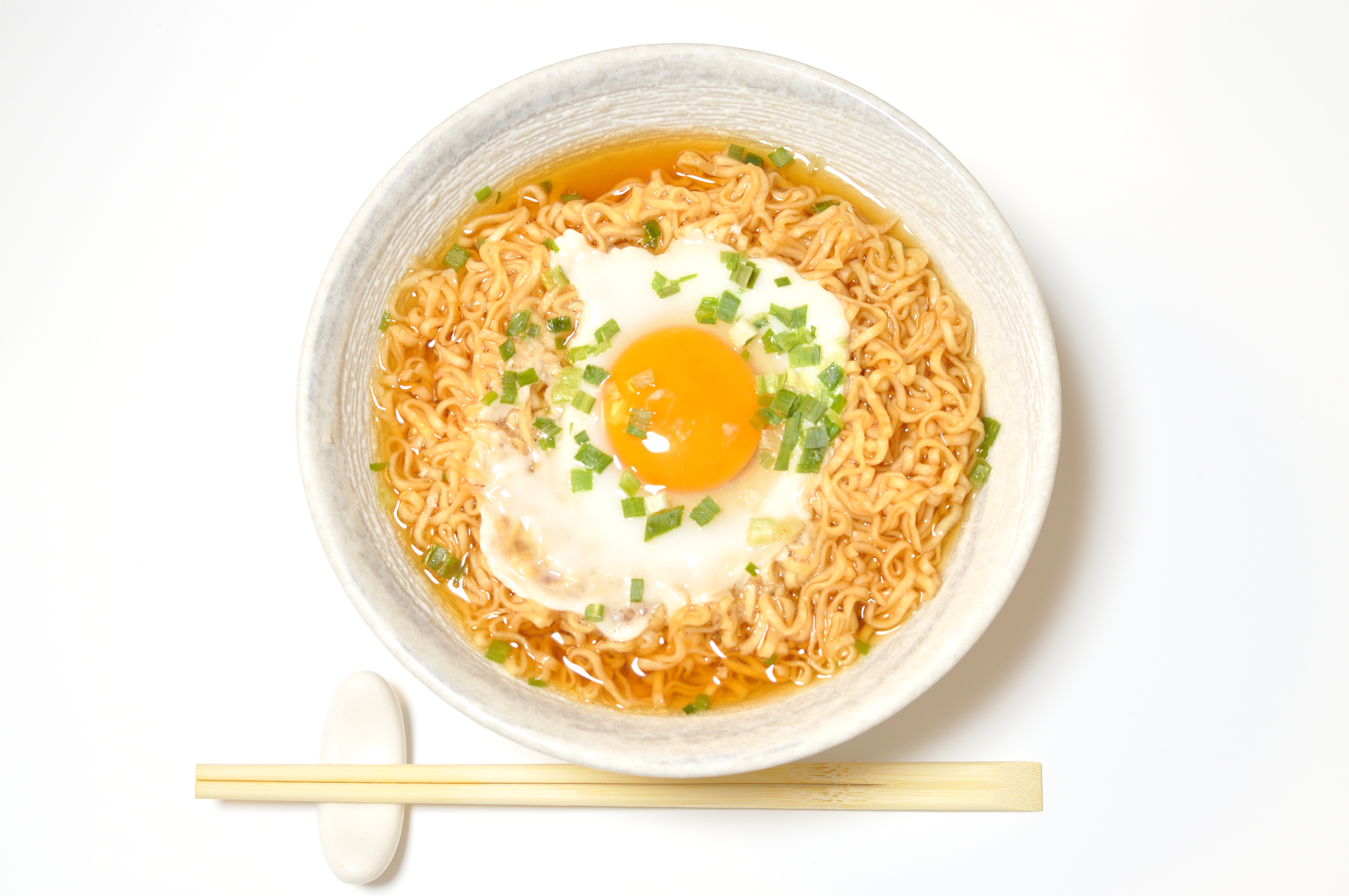
即食雞湯拉麵

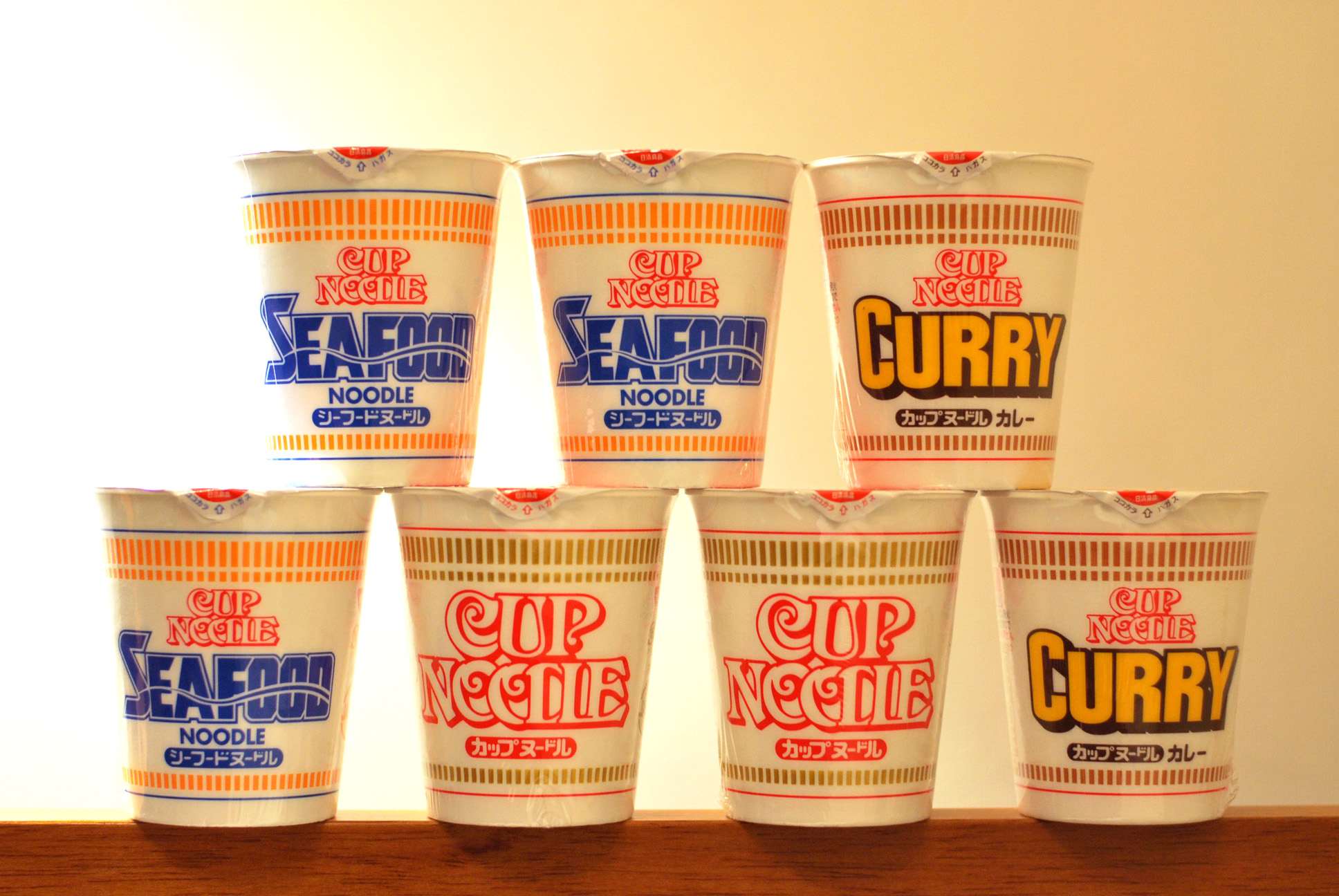
日清食品「合味道杯麵」（Nissin Cup Noodles）早在1971年9月18日開始發售

在清代時，廣東與福建一帶有一種稱為伊麵的麵食，採用麵條經過油炸處理，在食用前放入滾水中烹煮，被認為是現代即食麵的前身。在台灣民間有雞絲麵與台灣意麵，麵條也採用油炸製法，加入雞蛋，有雞肉香味。香港在1954年已有中文報章報導有香港製麵廠生產及銷售快熟麵條，如百吉麵和「好爽快」湯麵便提到可以用滾水即泡即食。
現時常見於零售市場的袋裝即食麵，一般認為是由日清創辦人安藤百福（吳百福）於1958年在日本首先推出市場。安藤在二次大戰爆發前在日本大阪成立日東會社，先售賣針織品，後來擴展業務至機械製造，但在二次大戰爆發後，因被懷疑非法販售軍用物資，被日本憲兵帶走拷問，事務所及工廠遭查封。1945年日本戰敗後，安藤又因被指轉賣美軍福利品於黑市獲利，被盟軍軍政府逮捕並坐牢兩年，安藤出獄後在1948年設立中交總社，大阪府南部產銷海鹽，之後成立國民營養科學研究所，又在名古屋設立中華交通技術專門學校，推動戰後復興事業，但被指逃稅遭盟軍最高司令官總司令部拘捕，被關入巢鴨監獄，後獲日本法學者黑田覺協助得以獲釋。安藤獲釋後，參與信用合作社的管理業務，卻不善於金融業，公司倒閉，此時安藤只剩下在大阪府池田市的住宅。二次大戰導致糧食生產受阻，到二戰末期受到盟軍採取的飢餓行動影響，很多日本人都營養不良，日本在戰敗後不能再從殖民地進口及從佔領地掠奪大米，日本境內又遭逢稻米欠收，日本有不少人挨餓，佔領日本的美軍為解決戰後日本的糧食短缺問題，而當時美國小麥生產過剩，可以大量用於對外援助，便將由小麥製成的麵粉大量供應日本。最初美國麵粉是採取配給供應，不能在市場自由買賣，在黑市轉售麵粉屬非法行為，在糧荒期間為免美援糧食被搶奪，當時由軍警協助運輸及分發，直至1950年才解除銷售限制，容許自由流通。1951年9月，日本首相吉田茂與48個主權國家簽署《舊金山和約》在1952年4月28日恢復日本主權國家地位，日本的經貿活動不再受到美軍管制，但因戰後美援而成為日常糧食的麵粉和奶製品，仍然通過《營養午餐法》等保留下來。除了美國援助的麵粉，又因戰敗後在前日本殖民地及佔領地居住的日本人被遣返，回流的日本人將外地的飲食文化如麵食帶到日本境內，這兩項因素在很大程度上改變了日本人過往集中以稻米為主食的飲食習慣。由於麵粉可以廉價獲取，有越來越多日本人選擇進食拉麵，安藤便想到投入食品工業生產麵條，但傳統拉麵要用很長時間製作和烹煮，安藤決定開發可快速煮好的麵條。安藤從天婦羅中取得靈感，發現將麵條浸在湯汁中使之著味，再油炸使之乾燥，不含水分的麵條便能包裝保存，食用時才放入熱水泡軟，安藤將這種製作方法稱為「瞬間熱油乾燥法」，安藤研發的雞味泡麵於1958年8月25日推出市場，在日本瞬間成為受歡迎的商品。安藤百福後來创立日清食品公司，販售「雞湯拉麵」（チキンラーメン，在香港名為「日清伊麵」，中國大陸為「日清始祖雞湯拉麵」）口味。雞湯拉麵最初的售價35日圓，在1950年代後期對日本人而言絕非便宜的食物，不過仿製品迅即湧現，導致要削價競爭，日清食品加快註冊商標及專利，同時對過百家進行仿製的同業發出警告，日清食品在1961年登記商標，由於已難以阻止仿製品的生產和銷售，安藤決定改變經營策略為致力推廣即食麵，並且在1964年公開專利，擴大即食麵的整體市場，使即食麵成為大眾化的麵食，安藤領導日清專注於技術改良從而在業界保持領先地位。
雖然袋裝即食麵在日本頗受好評，製造即食麵的公司也越來越多，日清食品開始放眼美國市場，但在1960年代末期將袋裝即食麵引入美國銷售時卻反應欠佳，因為大部分美國人沒有燒開水的習慣，美國家庭主要吃意大利麵，吃法是瀝乾已煮軟的意式麵條後再拌入醬汁，不是東亞地區常見的湯麵吃法，家中的餐具也以餐盤和碟子為主，很少家庭會有湯碗或飯碗，更不會用日本人常用的碗筷，所以當時只有亞裔移民才會買袋裝即食麵。為了讓沒有使用碗筷習慣的族裔也能夠嘗試食用即食麵，日清公司發明以發泡聚苯乙烯為容器的杯麵，於1971年在日本上市，售價為100日圓（0.4美元），為當時袋裝即食麵售價的三倍以上，故此銷路不好。為求打開市場，安藤與三越百貨公司在東京鬧區合作促銷，創下四個鐘頭賣出兩萬份的紀錄，才奠定日本人接受杯麵的基礎。東京街頭促銷讓杯麵在關東得以立足。1972年2月，日本長野縣發生淺間山莊事件，聯合赤軍挾持人質與警察對峙，由於時值隆冬，在山上的輕井澤町天氣嚴寒，連原本準備給警員的食物也被凍結，包圍社會主義恐怖份子的警察改以杯麵果腹，杯麵因而通過電視新聞廣播一炮而紅。由於杯麵走高價路線，所以配料包括冷凍乾燥法製成的乾燥蝦，同時也改以叉子作為餐具。
關於即食麵的發明還有多個說法，其一為「東明　長壽麵」的台灣屏東人張國文，以及東京的「大和通商」的陳榮泰，陳榮泰提出的是「大和雞絲麵」，原型幾乎就是台灣雞絲麵，跟張國文比較接近現在的泡麵不同。而張國文、吳百福與陳榮泰等人的專利部分，陳榮泰的雞絲麵在1958年11月27日提出專利申請，而張國文的泡麵在1958年提出即食麵的專利「味付乾麵製法」的申請（特願昭33-36661号），並在1960年的11月16日通過公告（特公昭昭35-16974号），又稱後來一統江湖的日清麵，是生於日治台灣的日籍台灣人安藤百福（原名「吳百福」）所經營，有種講法為鑒於戰後日本糧食管制，中華民國國籍的吳百福因同為戰勝國身分，經商和法律方面較未受美國軍政府限制，不過此說法存在爭議，因為安藤百福（吳百福）在盟軍佔領日本時期曾經被指控經濟犯罪而兩度遭羈押，而根據《舊金山和約》在二戰後同盟國軍事佔領日本的時期在1952年4月28日結束，當天起日本恢復國家權力及主權獨立的地位，年份比1958年的專利爭議早了最少6年。

## 類型

### 包裝及烹調方式

#### 袋麵
速食麵的最初形態，使用塑料袋包裝。麵條需要放入熱水中煮三至四分鐘。

#### 杯麵
經改良後的速食面形態，使用紙杯或塑料盒（聚苯乙烯）盛載，有時附有塑料或木制的拋棄式餐具。使用碗作為容器的速食麵則稱為碗麵。麵體放於熱水中數分鐘即可食用，不需使用鍋在滾水中煮。

#### 泡麵
近年由於市場變化，袋麵與杯麵的分野開始模糊起來。臺灣和中國大陸的速食麵、袋麵已經被「杯麵化」（即袋麵不需作傳統的水煮，具有杯麵放於熱水即可食用的特性），以致在兩地袋麵和杯麵都被稱為「泡麵」；而日本、香港和東南亞品牌的速食麵嚴守傳統分野，袋麵不能泡開水食用，「泡麵」這種叫法在部分地區流行、部分地區沒有流行。

#### 湯麵與拌麵
速食麵公司随着时代发展，也曾有出售不同烹調方法的速食麵，如湯麵和拌麵（或作炒麵）。

### 麵體材質分類

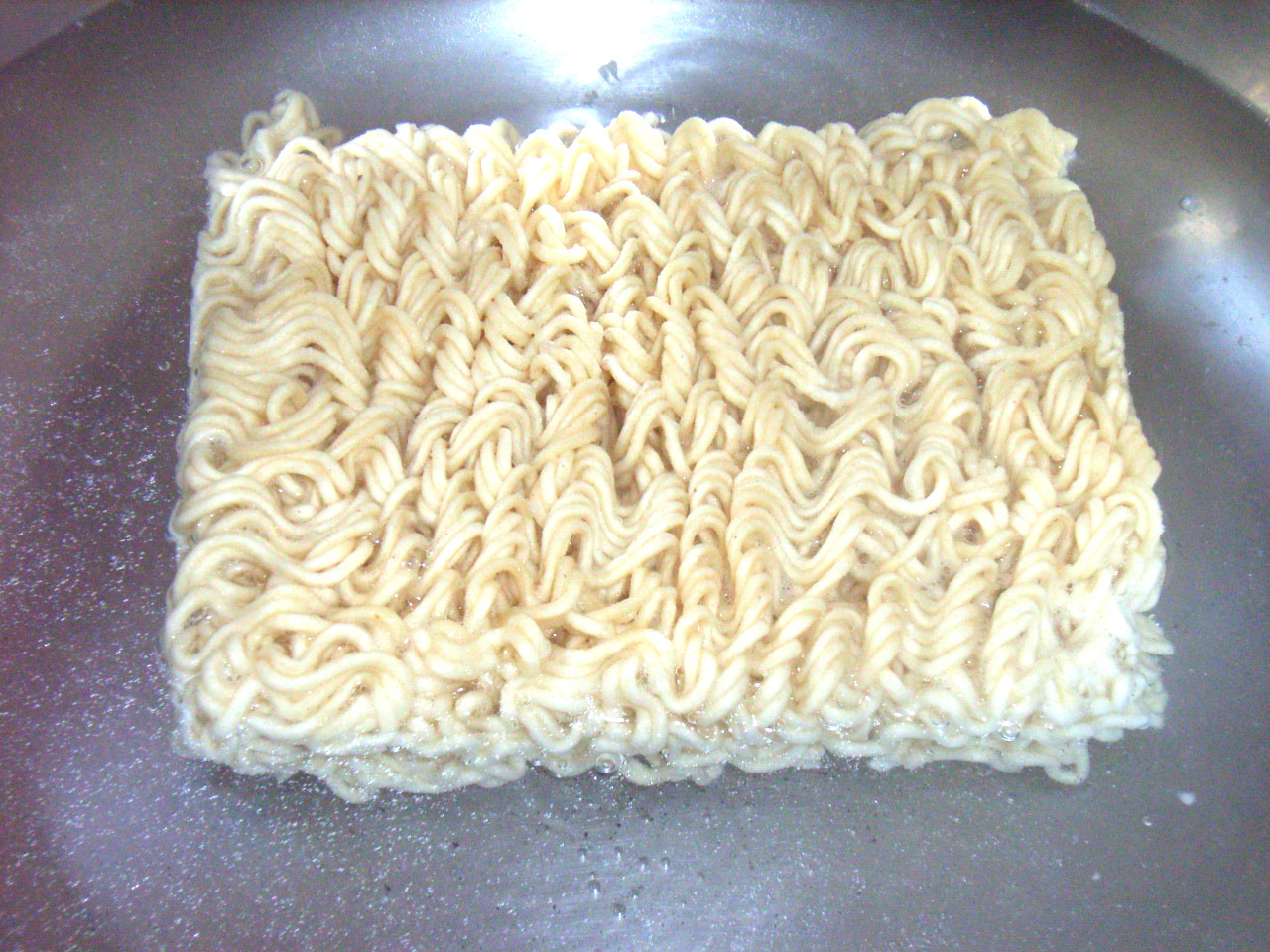
烹煮中的麵體

不論油炸，還是非油炸，都是將已煮熟的麵條進行乾燥及定型的形式。
- 油炸麵體

最初泡麵所使用的麵體，利用熱油把麵條油炸，從而排除麵條中的水分。油炸麵條較香脆，在熱水中較容易軟化，通常不用在滾水中煮，只需在熱水中浸泡，也因為麵餅較脆，可以直接在包裝袋中弄碎，作為零食吃。
- 非油炸麵體

雖然油炸麵餅的麵條較脆，但放入熱水軟化時，麵條較難恢復彈性，故此發展出以高溫的乾燥熱風進行乾燥定型的方法，比油炸麵條具有較高的韌性，雖然要在滾水中煮軟，不過麵條的彈性較高。因為麵條不經油炸，所以含油量較低。

### 麵體造型
由於速食麵最早出現於日本市場，因此早期速食麵多是日本拉麵，後來才逐漸有烏龍麵等不同的速食麵造型。大中華地區又有將中式麵條如拉麵、伊麵、雞蛋麵、米粉、米線、河粉、粉絲等製作成即食麵。

## 生產

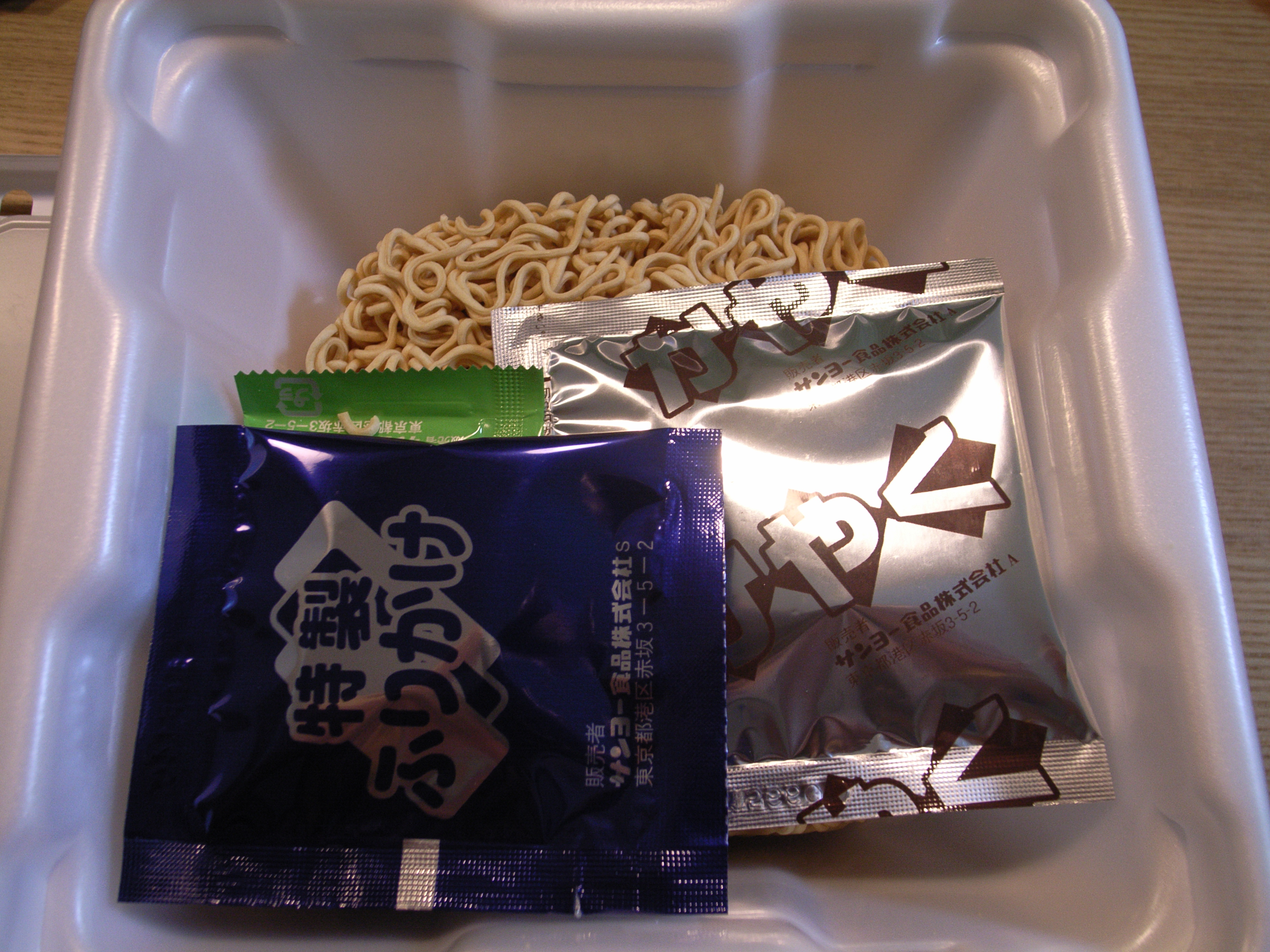
即食麵附上的調味粉和調味醬包

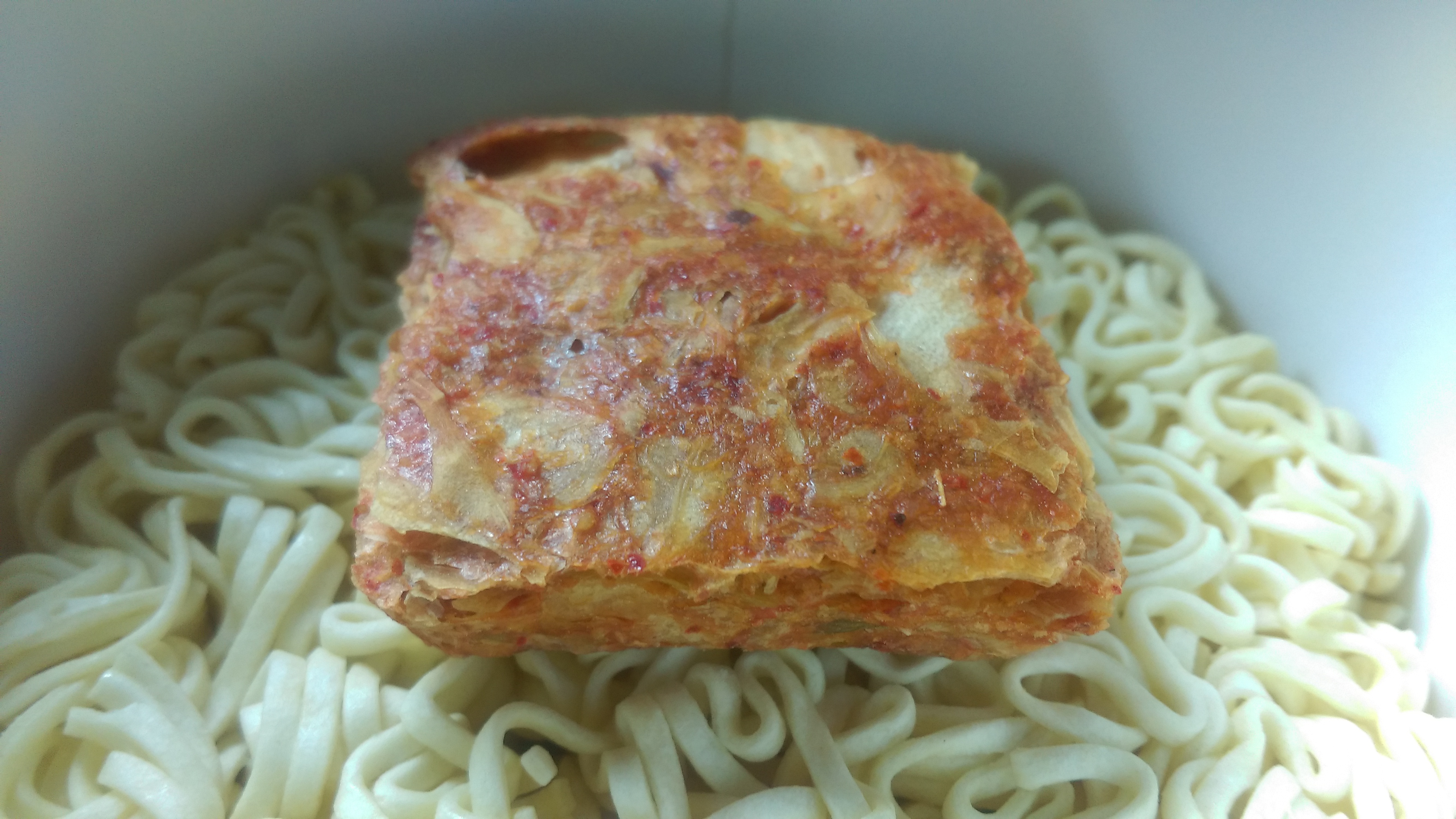
台灣一款韓式泡麵內附的脫水泡菜包

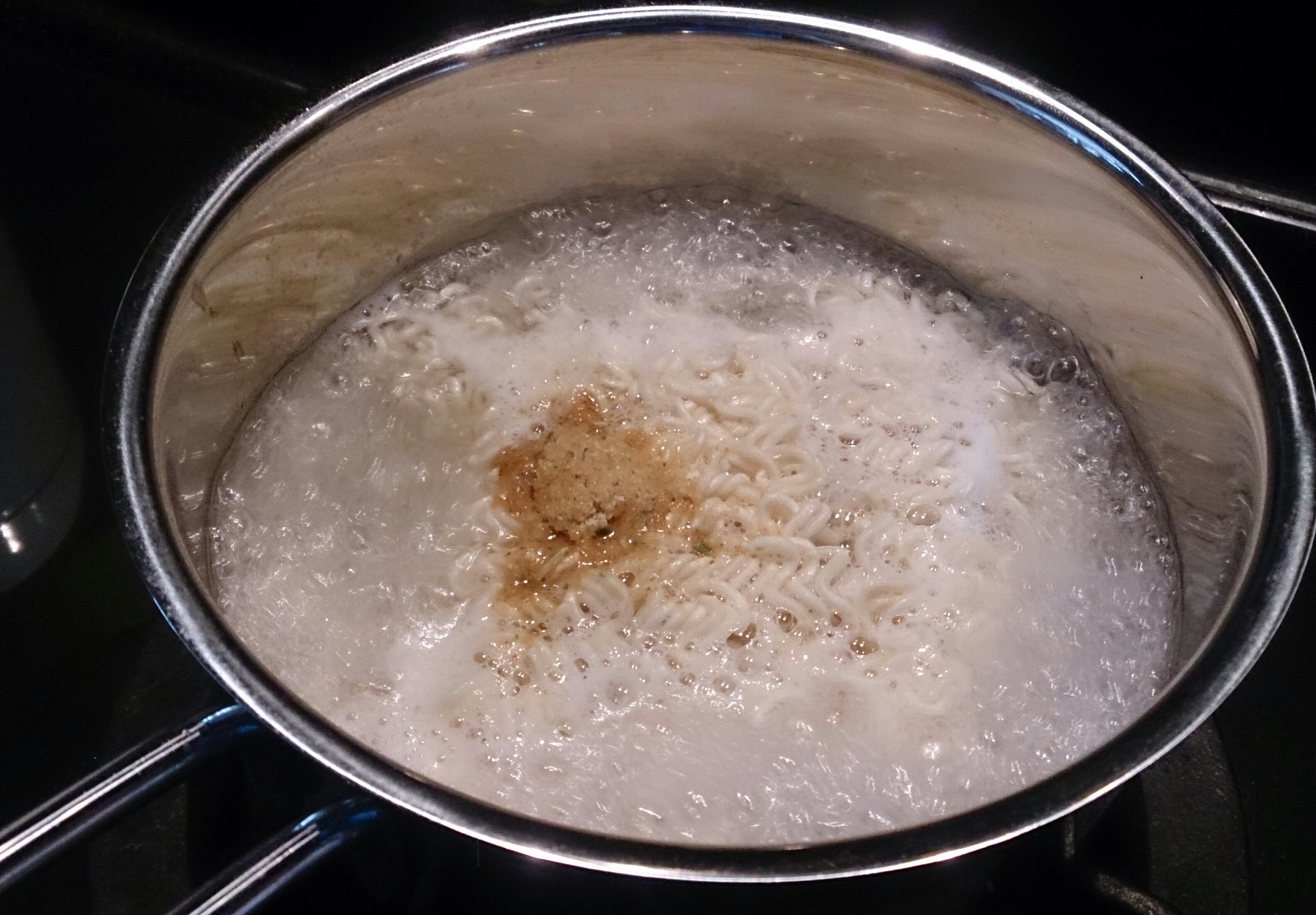
烹煮中的即食麵

現在工業生產的即食麵都採用全機器製造，自動化的生產線不但效率高，也可減少因人手接觸造成的食品污染。

### 製作麵條
安藤百福最初採用「瞬間熱油乾燥法」製作即食麵，將麵粉、水和鹽等原料製成麵團，然後將麵團分割及靜置，再進行壓延使其變長，之後便切成細麵條，把麵條按長度切斷、捲成波浪狀及塑形，使波浪狀的麵條較不易粘在一起，之後把麵條蒸熟，再進行裁切，如需有調味便進行淋汁。剛蒸熟的麵條充滿水分，然後放入溫度約攝氏160度的熱油中，以油炸進行乾燥，使麵條的水分下降至10%以下，麵條中原本充滿水分的地方，經過油炸乾燥後便會形成一個個的小孔，再以乾燥的空氣將麵餅風乾，餘下的水分被蒸發，沒有水分的麵餅能抑制微生物繁殖，即使不加防腐劑也能在常溫下保存一段時間。
完成乾燥程序後，便可進行檢查及包裝的工序。在食用前，將麵餅放入熱水中，麵條的微細小孔便會吸收水分，在短時間內就能將麵餅還原至剛煮熟時的狀態。由於以油炸方式乾燥有其缺點，油炸麵條被放入熱水進行軟化時較難恢復原來的彈性，麵條較容易斷開，所以後來發展出以高溫及乾燥的熱風進行乾燥的非油炸方法，放入熱水烹煮時較容易恢復麵條的彈性，較接近現煮及有彈牙口感。

### 味道來源
即食麵的味道主要來自湯底，包裝袋內通常有製造湯底用的調料粉，有部分產品附加的調味醬包，主要成分為味精、醬油、糖，調味粉通常含有抗結劑。有部分即食麵的麵條本身在製造時已經調味，當放入熱水時便融入水中，做出有味道的湯底，故此無需使用調味粉。

### 配料
泡麵產品除了麵身之外，多半也包含了經過乾燥處理的配料，如脫水蔬菜、脫水肉類等。隨著食品科技進步，真空封裝的食品調理包也出現在一些高價的泡麵產品裡。

## 營養及對健康的影響
處理麵體的棕櫚油的主要成分是飽和脂肪酸，在室溫下為固態。飽和脂肪酸的特性是不容易氧化。為進一步避免棕櫚油氧化，廠商還會添加维生素E作為抗氧化劑。
許多泡麵麵體添加了含磷的麵體改良劑。磷是很容易過量食用的物質，食用過量會造成腎臟負擔，對於腎功能較差者甚至有加速腎功能流失、危害心血管及骨骼的問題。
速食麵的鹽分、味精、熱量高，蛋白质、维生素和膳食纤维含量低。常见泡面含蛋白质、脂肪、碳水化合物的比例为9％、36％、55％，而营养学推荐比例为23％、28％和55％，所以泡面被歸類為垃圾食品。但如果在烹煮泡面時减量使用調味包，並加入蔬菜、豆类和肉类，就能实现营养均衡。

## 環保
杯麵連同容器如碗、杯一起售賣，其中的一次性塑料叉子、湯匙連同包裝都即用即棄，造成垃圾問題，会增加对环境造成的污染。

## 各地發展

### 台灣
台灣在1960年代獲得大量美援麵粉，美援會於1962年與台灣省麵粉公會合作，減低麵粉價格，推廣麵食。台灣茶商李團居與日清食品的安藤百福為好友，1967年提議雙方合作，在台灣設廠生產。安藤百福認為台灣市場太小而拒絕。李團居於1968年在台北市關渡設廠，創立國際名立食品公司，向日清食品購買生產設備與配方，推出雞湯口味的「生力麵」。李團居研發了泡麵專用的豆瓣醬，可乾泡兩吃。最初的生力麵因為沿用日本配方，在台灣銷路並不好。在調整過調味與麵條的口感之後，成為台灣的暢銷產品，顧客多半買回家當宵夜食用，或者是加蛋煮食。曾有一段時期，「生力麵」曾在台灣幾乎成為這類產品的代名詞。然而由於經營不善，生力麵最後黯然退出市場。截至2005年，過去的國際食品公司僅剩一家生力麵店在高雄市新興區繼續營業，但早已退出即食麵市場。
1969年，統一企業與日清製粉技術合作，由日本引進泡麵技術。1970年推出統一麵。最初銷路不如生力麵，統一企業總經理高清愿派人研究台南度小月的擔仔麵，1971年推出有肉燥油包的統一肉燥麵，以電視廣告行銷，銷售量超越生力麵，成為領導品牌。
1973年，台灣維力食品公司推出維力炸醬麵，味王公司推出原汁牛肉麵，味丹公司生產排骨雞麵。與統一肉燥麵形成台灣泡麵四大天王。

### 韓國
日清公司在生產即食麵後，便積極向國外發展。1963年與韓國三養食品合作，推出韓國最早的泡麵。
持續壟斷韓國即食麵市場的三養食品於1989年被揭發使用工業用脂肪製作即食麵湯包，引發民眾集會大規模聲討三養食品高層人員，最終三養食品有十數位管理代表入獄，並須收回市面數以百萬計之產品，三養食品從此聲名狼籍，亦被農心企業取代韓國即食麵市場第一之地位。
韓國農心企業引入日本杯麵銷售失利後，則推出碗型包裝的家庭裝即食麵，成功於韓國民眾間營造「非日本文化」產品形象。

### 香港
早在第二次世界大戰之前，香港已有麵店出售長壽伊麵麵餅，可以用熱水快速煮好。1930年代，商人唐六吉成立百吉奶麵公司，開創出經過油炸的麵餅，只需加滾水即可食用的百吉麵，報載百吉麵放入熱水浸幾分鐘就食得。1968年，周文軒和王清熙成立永南食品，從日本引進即食麵自動化生產線，推出使用塑料袋包裝的即食麵，並且因其商標而被俗稱為「公仔麵」。當年該公司為了推廣這款新產品，永南食品曾經向皇家救生會和香港拯溺會等團體組織的公開活動免費提供「公仔麵」作為午餐，又曾於同年12月在徒置區舉辦聖誕聯歡會將「公仔麵」作為禮品派發。1977年8月香港消費者委員會發表即食麵的化驗報告，未發現即食麵的麵身含有有害成分。1985年12月日清食品建於大埔工業邨的食品廠啟用，在香港生產「出前一丁」。

### 中國大陸

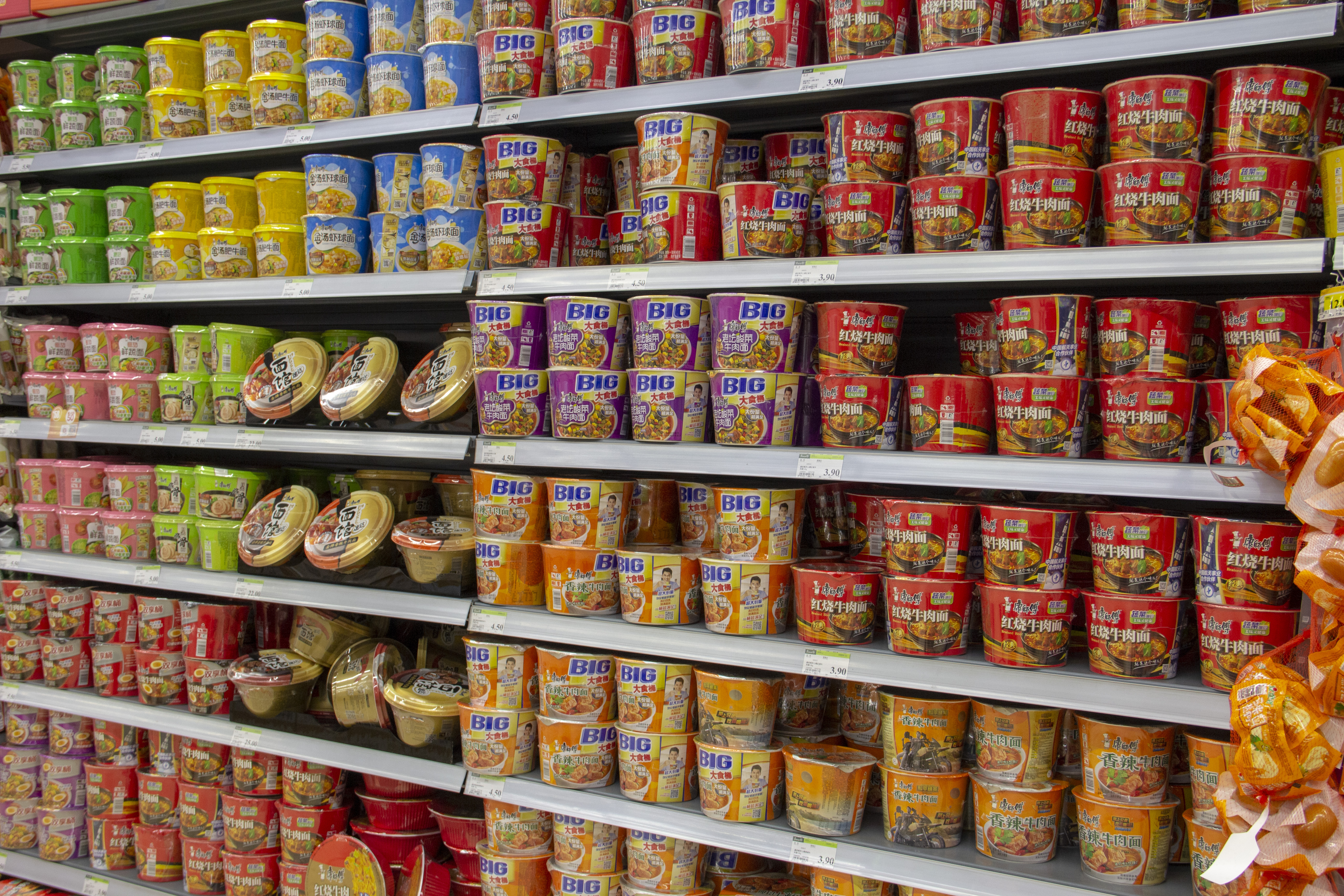
中国大陆超市货架上的方便面

1964年北京食品总厂用鸭油手工操作生产油炸方便面。1970年上海益民四厂采用高压蒸面油炸工艺生产油炸方便面，这是中国生产标准方便面之始。1978年北京市食品工业研究所与北京方便食品厂共同研制间歇式高压蒸煮工艺和远红外干燥技术的非油炸方便面生产线，班产1吨。《北京电影学院78班回忆录》就提到当时在市面上的方便面：
尽管已经留校任教多年，张会军办公室的柜子上还好好地摆着一只比他年纪都大的橘绿色脸盆。在物资紧缺的上学时候，这只脸盆堪称一物多用的典范，白天用来炖鸡，煮玉米、毛豆、方便面，晚上用来洗衣服、洗脸、洗脚、洗袜子，“成了中国电影和78班重要的历史文物”。 
1986年北京昌平长城食品厂引进了日本富土公司的碗装方便面生产线。产品规格为100g／袋，市场零售价格为0.25元／袋需收2两粮票。
1982年问世的珠海华丰食品公司的华丰牌三鲜伊面曾热销全国。
1988年，GB9848—88方便面质量标准出台。
1989年开始生产方便面的河南省临颍县南街村一度是中国内地最大的方便面生产基地，1995年从日本引进方便湿面生产线，1999年正式确定方便湿面的生产工艺。

## 市場
在台灣，泡麵原是方便、價格低廉的食品。2006至2012年各廠牌泡麵陸續漲價，甚至2011年發生一碗泡麵售價53元比便當還昂貴的現象，統一企業在2012年建議要少吃點來適應漲價。
香港人吃即食麵的頻度與整體經濟狀況有關，經濟好時多選擇外出到餐廳用餐，即使在家吃，即食麵也不是首選的食物，經濟狀況不佳時因減少外出用餐，部分市民便選擇吃容易烹調的即食麵，在2020至2023年新型冠狀病毒傳入香港引發香港疫情期間，即食麵曾經被搶購一空，封控措施也使市民儲備即食麵，甚至部分老弱傷殘的市民每餐需要靠即食麵充飢，到2024年後又因經濟復甦緩慢甚至停滯，人們為省錢而選吃即食麵作正餐。因為香港對即食麵沒有進口關稅，有許多日本、韓國等國家出品的即食麵被進口到香港銷售，低價產品則主要從泰國、越南及印尼等東南亞國家進口，也有零售商直接從外國進口即食麵販賣，使產品的售價更具競爭力，由於市場充斥不同產地的即食麵，有較多同價位的產品可供選擇。
中國是泡麵消費大國，泡麵年銷量在2013年巔峰時一年可賣出462.2億包，2013年後開始走下坡，至2016年年銷量385.2億。中國大陸泡麵的袋裝價格普遍為2元到3元人民幣之間。高檔泡麵普遍在四元起跳。
2017年11月，中國有觀點認為，隨著網路外賣的興起，泡麵市場將遭受直接衝擊，可能终结泡麵行業。有数据显示并称2017年三季度，方便面市场正在回暖，行业呈现产品升级趋势。但亦有觀點認為這種回暖的可信度有待觀察。

### 品牌
| 国家或地区 | 品牌名稱 |
| ---------- | --- |
| 中國大陸   | 康師傅（红烧牛肉面，鲜虾鱼板面）、統一（老坛酸菜，汤达人系列）、今麦郎、白象、五谷道场、华丰食品（三鲜伊面）、幸运牌（蟹皇麵） |
| 香港       | 公仔麵、四洲、壽桃牌（生麵皇）、福字麵、頂好大光麵 |
| 台灣       | 統一（統一麵、滿漢大餐、阿Q桶麵、來一客、科學麵為主）、味丹（味味一品、味味A、隨緣）、維力（維力炸醬麵、手打麵、大乾麵、一度贊、素飄香、張君雅小妹妹）、味王（味王泡麵、王子麵）、金車、康师傅、聯華（荷卡廚坊）、臺酒（花雕雞麵、麻油雞麵） |
| 日本       | 日清食品（明星食品、雞湯拉麵、出前一丁、合味道、U.F.O炒麵、兵衛麵、拉麵屋、MUG杯仔麵）、三洋食品（札幌一番）、東洋、豬廚、丸嘉食品 |
| 韓國       | 農心（辛拉麵）、三養食品（三養拉麵、火雞麵）、不倒翁（起司拉麵、金拉麵、真拉麵）、八道食品等 |
| 新加坡     | 百勝廚（Prima Taste）、KOKA |
| 馬來西亞   | 美極（Maggi）、金旦（Cintan）、唯一、媽咪（MAMEE）、Ibumie、爹地面（Mee Daddy）、My Kuali、Mi Sedaap |
| 泰國       | 养养（Yum Yum）、媽媽（Mama）、七咔呢（7Coin）、歪歪（Wai Wai）、艾米（iMee） |
| 印尼       | 營多（Indomie，營多撈麵）、Mie Sedaap、KOKA |
| 菲律宾     | Monde Nissin |
| 印度       | 美極（MAGGI，如cuppa mania杯麵） |
| 越南       | 奔跑吧蛋蛋（Running Egg）、Vifon、Vinaacecook（Hao Hao）、Micoem（Cung Dinh） |
| 美國       | Ramen、Maruchan |
| 英國       | Pot Noodle |
| 俄羅斯     | 多食樂（Doshirak） |

## 参看
- 伊麵
- 杯麵
- 安藤百福發明紀念館

## 外部連結
维基共享资源上的相關多媒體資源：即食麵
- Instant Ramen Home Page （页面存档备份，存于） (by the Japan Convenience Foods Industry Association)
- World Instant Noodles Association (WINA) （页面存档备份，存于）